# Llengua catawba
El catawba és un dels dues llengües sioux orientals de l'est dels Estats Units, que juntament amb les llengües sioux occidentals formen la família de llengües sioux. Era la llengua ètnica dels amerindis catawbes.
La seva classificació com a llengua siouan data del 1881 gràcies a una llista de paraules obtinguda per Albert Samuel Gatschet. La hipòtesi fou confirmada per treballs posteriors d'Horatio Hale, James Mooney i James Owen Dorsey, recolzats per troballes arqueològiques als Apalatxes de Carolina del Sud.
 Ethnologue  informa que l'últim parlant natiu de catawba, Samuel Taylor Blue, va morir abans de 1960. Red Thunder Cloud, pel que sembla era un impostor nascut Cromwell Ashbie Hawkins West, qui va reclamar ser parlant de la llengua fins que va morir el 1996. La tribu està ara treballant per reviure l'idioma catawba.